# 肇兴镇 (黎平县)
肇兴镇，是中华人民共和国贵州省黔东南苗族侗族自治州黎平县下辖的一个乡镇级行政单位。
2012年，贵州省人民政府批复同意撤销肇兴乡，设置肇兴镇。

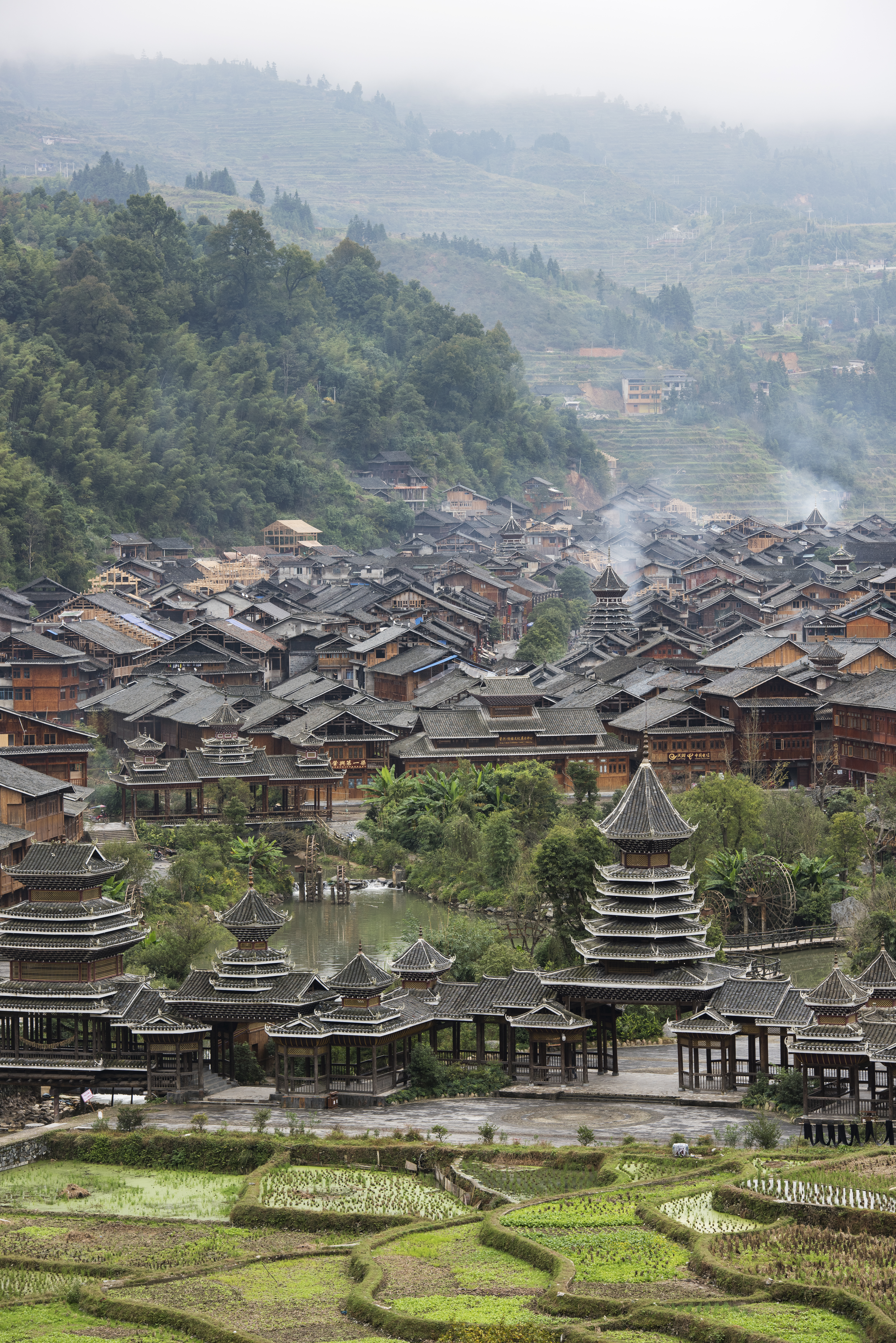
肇兴侗寨

## 行政区划
肇兴镇下辖以下地区：
肇兴村、肇兴中寨村、肇兴上寨村、纪伦村、厦格上寨村、堂安村、登杠村、岑所村、归杩村、纪堂村、纪堂上寨村、登江村、宰柳村、新平村、归公村、花腊村、堂华村、高鸟村、皮林村、信洞村、平团村和厦格村。

## 旅游
堂安村被《米其林旅游指南》评为“三星级旅游推荐”（最高级别）。

## 中国传统村落
- 2012年12月，肇兴中寨村、纪堂村、纪堂上寨村、堂安村、肇兴村被评为首批“中国传统村落”。
- 2013年8月，肇兴上寨村、厦格村、厦格上寨村被评为第二批中国传统村落。